# Gare du Buet
Pour les articles homonymes, voir Le Buet.
La gare du Buet est une gare ferroviaire française de la ligne de Saint-Gervais-les-Bains-Le Fayet à Vallorcine (frontière), située au hameau du Buet, sur le territoire de la commune de Vallorcine, au pied du mont Buet, dans le département de la Haute-Savoie en région Auvergne-Rhône-Alpes.
C'est une halte ferroviaire de la Société nationale des chemins de fer français (SNCF), desservie par des trains TER Auvergne-Rhône-Alpes.

## Situation ferroviaire
La gare du Buet est située au point kilométrique (PK) 32,340 de la ligne de Saint-Gervais-les-Bains-Le Fayet à Vallorcine (frontière), entre les gares de Montroc-le-Planet et de Vallorcine. Son altitude est de 1 342 mètres.

## Service des voyageurs

### Accueil
Halte SNCF, c'est un point d'arrêt non géré (PANG) à entrée libre.

### Desserte
Le Buet est desservie par des trains de la SNCF et de la région Auvergne-Rhône-Alpes qui assurent des services TER Auvergne-Rhône-Alpes qui desservent les gares entre Saint-Gervais-les-Bains-Le Fayet et Vallorcine.

### Intermodalité
Un parking pour les véhicules est aménagé.
Des chemins de promenade et de randonnée permettent d'accéder au refuge de la Pierre à Bérard puis au col de Salenton et au mont Buet, au refuge de Loriaz, au col des Montets puis à la vallée de Chamonix, à Vallorcine puis à la Suisse, au col des Posettes puis au col de Balme ou encore aux aiguilles de Praz-Torrent.

## Dans la culture
La gare apparaît dans le film Sursis pour un vivant à 8 min 15.